# Arthroleptis taeniatus
Arthroleptis taeniatus är en groddjursart som beskrevs av George Albert Boulenger 1906. Arthroleptis taeniatus ingår i släktet Arthroleptis och familjen Arthroleptidae. IUCN kategoriserar arten globalt som livskraftig. Inga underarter finns listade i Catalogue of Life.